# La miglior vita
La miglior vita è un romanzo dello scrittore italiano Fulvio Tomizza, pubblicato nel 1977.
Nello stesso anno, il romanzo ha vinto il premio Strega.

## Trama
(Fulvio Tomizza, Incipit de La miglior vita, 1977)
Il romanzo tratta la difficile scelta del protagonista, il sagrestano, Martin Crusich, riguardo al proprio avvenire, di fronte al bivio imposto da due guerre mondiali e dalla ridefinizione dei nuovi confini, geografici e culturali; una storia italiana di frontiera; ma è anche un romanzo sulla vita di un paese dell'Istria, Radovani, di una piccola comunità la cui cronaca, fatta di lavoro e umiltà, viene scandita solo dalle registrazioni parrocchiali.

## Edizioni
- Fulvio Tomizza, La miglior vita, Oscar scrittori moderni, Arnoldo Mondadori Editore, 2000,  p. 320, ISBN 88-04-48593-0.
- Fulvio Tomizza, La miglior vita, prefazione di Filippo La Porta, Collezione Premio Strega, UTET, 2007,  p. 384, ISBN 978-88-02-07564-8.